# Марк Ливий Друз (консул 112 года до н. э.)
Марк Ливий Друз (лат. Marcus Livius Drusus; умер в 109/108 году до н. э.) — древнеримский политический деятель и военачальник из плебейского рода Ливиев. Был народным трибуном в 122 году до н. э. и в этом качестве противодействовал своему коллеге Гаю Семпронию Гракху, предлагая проекты радикальных реформ. Не позже 115 года до н. э. занимал должность претора, а в 112 году до н. э. был консулом. Правил провинцией Македония, где победил скордисков. По возвращении в Рим в 109 году до н. э. получил триумф и был избран цензором. Умер на этой должности.
Сыном Марка Ливия был выдающийся реформатор того же имени, народный трибун 91 года до н. э.

## Биография

### Происхождение
Марк Ливий принадлежал к плебейскому роду Ливиев, выделявшемуся во II веке до н. э. как своей знатностью, так и богатством. Когномен Друз (Drusus) имеет кельтское происхождение, и Ливии носили его с IV века до н. э. Дед Марка Ливия по мужской линии был по рождению патрицием Эмилием, которого усыновил Марк Ливий Салинатор, консул 219 и 207 годов до н. э. (это был первый случай усыновления патриция плебеем). В историографии нет единого мнения о том, к какой ветви Эмилиев принадлежал этот нобиль. Немецкий антиковед Фридрих Мюнцер предположил, что это был сын Луция Эмилия Павла, коллеги Салинатора по первому консулату, погибшего при Каннах. По мнению Г. Самнера, это мог быть сын Мания Эмилия Нумиды; в этом случае Марк Ливий Друз приходился двоюродным племянником Марку Эмилию Лепиду, консулу 158 года до н. э.
Сын Марка Ливия Эмилиана и отец Марка Ливия Друза стал консулом в 147 году до н. э. и безуспешно оспаривал у своего гипотетического кузена Сципиона Эмилиана руководство осадой Карфагена. У Гая Ливия была дочь, жена Публия Рутилия Руфа, и двое сыновей. Старший сын был слепым и поэтому не мог сделать политическую карьеру; будущее рода оказалось связано со вторым сыном — Марком Ливием.

### Ранние годы
Марк Туллий Цицерон в своём трактате «О пределах блага и зла» называет Марка Ливия «почти ровесником» Гая Семпрония Гракха, родившегося в 154 году до н. э. или в начале 153 года. По мнению Ф. Мюнцера, Друз мог быть на несколько лет старше; Г. Самнер датирует рождение Марка Ливия предположительно 155 годом до н. э. Возможно, в молодости Друз принадлежал к «кружку Сципиона», членов которого объединяли родственные и дружеские связи, любовь к греческой культуре и планы умеренных реформ, но впервые упоминается в источниках только под 122 годом до н. э. в качестве народного трибуна (с момента смерти Сципиона Эмилиана к тому времени прошло уже семь лет). При этом в историографии отмечают, что в силу своего происхождения и богатства Марк Ливий мог принадлежать только к консервативной «партии». Его женой была патрицианка Корнелия; это могло означать близость к семейству Сципионов, представители которого возглавляли движение против реформ братьев Гракхов.

### Трибунат
В числе коллег Друза был выбранный вторично Гай Семпроний Гракх, который ещё в предыдущем году начал проводить серию радикальных преобразований. Марк Ливий, возможно, был изначально выдвинут врагами Гракха для противодействия этим реформам. Правда, Плутарх утверждает, что представители сенатской «партии» обратились к Друзу уже после его избрания, но греческий писатель мог исказить общую картину. Между двумя трибунами могли быть не только политические, но и личные противоречия: предположительно на это указывает сообщение Плутарха об упрёке, адресованном Друзом Гаю Семпронию, когда последний «купил серебряных дельфинов по тысяче двести драхм за каждый фунт веса».
Пользуясь правом не объяснять причины поступков, направленных против коллеги по должности, Марк Ливий всячески препятствовал проведению законопроектов Гракха. При этом он применил новую тактику: предлагал свои реформы, выглядевшие ещё более радикально, но на практике плохо реализуемые. Это делалось, чтобы уменьшить популярность Гая Семпрония. Так, в ответ на законопроект Гракха об основании двух колоний, в которых поселенцы, «самые достойные граждане», должны были вносить небольшую арендную плату в пользу государства, Друз предложил вывести двенадцать колоний на три тысячи человек каждая, причём без каких-либо платежей. Соответствующий закон был принят, и в результате Гай Семпроний стал намного менее популярен. Чтобы нейтрализовать предложение Гая Семпрония о предоставлении гражданства италикам, Друз добился запрета на телесные наказания для последних — даже во время несения воинской службы. Эта мера снискала ему популярность, поскольку ничего не стоила гражданам. Законопроект Гракха же, возможно, не был принят из-за вето Марка Ливия. В своих речах перед народным собранием Друз повторял, что действует с одобрения сената и нобилитета, и благодаря этому смог улучшить отношение народа к аристократии.
Марк Ливий активно нападал на видного гракханца Марка Фульвия Флакка, против которого выдвигались обвинения в подстрекательстве италиков к вооружённому восстанию и в убийстве Сципиона Эмилиана. Известия о том, что «Друз теснит Фульвия», даже заставили Гракха раньше срока вернуться из поездки в Африку, где он занимался организацией колонии Юнония. Итогом деятельности Друза стало значительное усиление сенатской «партии». Гай Гракх, чья популярность уменьшилась, не смог добиться своего переизбрания на 121 год до н. э. и вскоре погиб.
В связи со своей деятельностью на посту трибуна Марк Ливий получил почётное прозвание «заступник сената» (позже так называли его сына, а между двумя Друзами — Квинта Сервилия Цепиона). Позже некоторые видные противники Гракхов стали жертвами судебного преследования, но Друз в таких процессах не фигурировал и смог продолжить карьеру.

### Высшие магистратуры
В одном из писем Цицерона упоминается городской претор Друз, при котором был принят закон об обязательном для отпускаемого на волю раба клятвенном обещании сохранять определённые обязательства по отношению к бывшему хозяину. Вероятно, речь идёт о Марке Ливии, и его претура должна относиться самое позднее к 115 году до н. э.: это следует из положений Закона Виллия. Псевдо-Аврелий Виктор утверждает, что после претуры Друз был наместником провинции Африка, но это явная ошибка.
В 112 году до н. э. Друз стал консулом. Его коллегой был ещё один плебей, Луций Кальпурний Пизон Цезонин. Существует предположение, что в качестве консула Марк Ливий продолжил начатую в 122 году до н. э. аграрную реформу, но Ф. Мюнцер считает эту гипотезу недостаточно обоснованной. Друз стал наместником провинции Македония, где развернулась большая война с фракийцами и скордисками. Сохранились только несколько лаконичных сообщений античных авторов об этой войне. В течение двух кампаний (111—110 годы до н. э.) Марк Ливий разбил врага, а потом передал провинцию консулу 110 года до н. э. Марку Минуцию Руфу, когда война ещё не была закончена. Тем не менее по возвращении в Рим он получил триумф, третий для рода Ливиев, и был избран цензором вместе с патрицием Марком Эмилием Скавром (109 год до н. э.). Марк Ливий умер, ещё находясь на этой должности.

## Семья
Марк Ливий был женат на патрицианке Корнелии (неизвестно, к какой ветви Корнелиев она принадлежала). В этом браке родились трое детей. Из двух сыновей старшим, судя по преномену, был Марк Ливий Друз, известный реформатор, народный трибун 91 года до н. э. Второй сын был отдан на усыновление Эмилиям и получил имя Мамерк Эмилий Лепид Ливиан; он был одним из консулов 77 года до н. э. Наконец, у Марка была дочь Ливия, в первом браке жена Квинта Сервилия Цепиона, а во втором — жена Марка Порция Катона Салониана Младшего. Через дочь Марк Ливий был дедом Марка Порция Катона Утического и прадедом Марка Юния Брута.

## Оценки
Марк Ливий, по словам Цицерона, обладал «как силой речи, так и силой характера». Диодор Сицилийский называет его «человеком наивысших отличий, чьё благородство и добродетель завоевали ему особую любовь сограждан», говорит о великодушии, «чрезвычайной надёжности» и добросовестности Друза. Предположительно эта оценка восходит к Посидонию. Кроме того, Диодор приводит исторический анекдот, характеризующий как Марка Ливия, так и его сына:

Семья Друзов обладала огромным влиянием вследствие благородства её членов, доброжелательности и предупредительности, которые они выражали к своим согражданам. Поэтому, когда был предложен какой-то закон и только что получил общее признание, один гражданин внёс шутливое дополнение: «этот закон обязателен для всех граждан — исключая двух Друзов».
— Диодор Сицилийский, XXXVII, 10, 2.
Гай Папирий Карбон Арвина, выступив в 91 году до н. э. с критикой законопроектов Друза-младшего, апеллировал к авторитету его отца: «О Марк Друз! …Ты всегда говорил, что республика священна, и кто бы на нее ни посягнул, он должен быть покаран всеми. Мудрое слово отца подтверждено безрассудностью сына».

### Первоисточники
1. Аврелий Виктор. О знаменитых людях // Римские историки IV века. — М.: Росспэн, 1997. — С. 179—224. — ISBN 5-86004-072-5.
2. Луций Анней Флор. Эпитомы // Малые римские историки. — М.: Ладомир, 1996. — 99—190 с. — ISBN 5-86218-125-3.
3. Аппиан Александрийский. Римская история. — М.: Ладомир, 2002. — 880 с. — ISBN 5-86218-174-1.
4. Диодор Сицилийский. Историческая библиотека. Сайт «Симпосий». Дата обращения: 5 декабря 2016.
5. Капитолийские фасты. Сайт «История Древнего Рима». Дата обращения: 27 октября 2015.
6. Тит Ливий. История Рима от основания города. — М.: Наука, 1994. — Т. 3. — 768 с. — ISBN 5-02-008995-8.
7. Плутарх. Римские вопросы // Застольные беседы. — Л.: Наука, 1990. — С. 180—222. — ISBN 5-02-027967-6.
8. Плутарх. Сравнительные жизнеописания. — СПб., 2001. — Т. 3. — 672 с. — ISBN 5-306-00240-4.
9. Гай Светоний Транквилл. Жизнь двенадцати цезарей // Светоний. Властелины Рима. — М.: Ладомир, 1999. — С. 12-281. — ISBN 5-86218-365-5.
10. Марк Туллий Цицерон. Брут // Три трактата об ораторском искусстве. — М.: Ладомир, 1994. — С. 253—328. — ISBN 5-86218-097-4.
11. Марк Туллий Цицерон. О пределах блага и зла // О пределах блага и зла. Парадоксы стоиков. — М.: Издательство РГГУ, 2000. — С. 41—242. — ISBN 5-7281-0387-1.
12. Марк Туллий Цицерон. Письма Марка Туллия Цицерона к Аттику, близким, брату Квинту, М. Бруту. — СПб.: Наука, 2010. — Т. 3. — 832 с. — ISBN 978-5-02-025247-9,978-5-02-025244-8.
13. Марк Туллий Цицерон. Тускуланские беседы // Избранные сочинения. — М.: Художественная литература, 1975. — С. 207—357.

### Вторичные источники
1. Бэдиан Э. Цепион и Норбан (заметки о десятилетии 100—90 гг. до н. э.) // Studia Historica. — 2010. — № Х. — С. 162—207.
2. Ковалёв С. История Рима. — М.: Полигон, 2002. — 944 с. — ISBN 5-89173-171-1.
3. Моммзен Т. История Рима. — Ростов-на-Дону: Феникс, 1997. — Т. 1. — 642 с. — ISBN 5-222-00046-X.
4. Циркин Ю. Гражданские войны в Риме. Побеждённые. — СПб.: Издательство СПбГУ, 2006. — 314 с. — ISBN 5-288-03867-8.
5. Broughton R. Magistrates of the Roman Republic. — New York, 1951. — Vol. I. — P. 600.
6. Münzer F. Livius 12, 13 // Paulys Realencyclopädie der classischen Altertumswissenschaft. — 1926. — Bd. XIII, 1. — Kol. 853—855.
7. Münzer F. Livius 14 // Paulys Realencyclopädie der classischen Altertumswissenschaft. — 1926. — Bd. XIII, 1. — Kol. 855.
8. Münzer F. Livius 15 // Paulys Realencyclopädie der classischen Altertumswissenschaft. — 1926. — Bd. XIII, 1. — Kol. 855—856.
9. Münzer F. Livius 17 // Paulys Realencyclopädie der classischen Altertumswissenschaft. — 1926. — Bd. XIII, 1. — Kol. 856-859.
10. Münzer F. Livius 19 // Paulys Realencyclopädie der classischen Altertumswissenschaft. — 1926. — Bd. XIII, 1. — Kol. 881—884.
11. Münzer F. Römische Adelsparteien und Adelsfamilien. — Stuttgart, 1920. — P. 437.
12. Münzer F. Sempronius 47 // Paulys Realencyclopädie der classischen Altertumswissenschaft. — 1923. — Bd. XIII, 1. — Kol. 1375—1400.
13. Sumner G. Orators in Cicero's Brutus: prosopography and  chronology. — Toronto: University of Toronto Press, 1973. — 197 с. — ISBN 9780802052810.